# 世良親王
世良親王（ときよししんのう/よよししんのう、? - 元徳2年9月17日（1330年10月29日））は、鎌倉時代後期の皇族。後醍醐天皇の第二皇子。母は西園寺実俊（橋本実俊）の娘遊義門院一条局。尊良親王の弟。官職は大宰帥、上野太守。

## 来歴
亀山上皇の皇女昭慶門院に養育され、後醍醐天皇の側近中の側近だった北畠親房が乳父となった。昭慶門院から愛育され、その遺領18箇所を相続した。
聡明で父の後醍醐天皇から期待をかけられていたが、早世した。元徳2年（1330年）は病が広く流行した年で、世良親王は9月13日夜には既に病状が悪化して絶望的な状況にあり、遺言を書き記す力もなく、親房に遺命を託した。世良は同月17日に薨去し、同日中に親房によって遺命書が作成された。歴史学者で中世日本の政治と文化が専門の森茂暁の推測では享年20前後だという。遺言により別業河端殿が禅院として寄進されたが、これが現在の京都嵐山臨川寺である。
親房はこの親王の冥福を祈るべく出家して「宗玄」と号した。

## 命日について
『公卿補任』には「親王御事」による親房出家が元徳2年9月17日とあり、『本朝皇胤紹運録』および『大日本史料』稿本の綱文も親王薨去に17日説を採用し、『朝日日本歴史人物事典』（森茂暁担当）もこれに従う。親王の傅役を務めた北畠親房の評伝を記した岡野友彦も、『天竜寺文書』に含まれる親房自身の文書によって17日説を採る。
一方、『常楽記』には9月18日「薨御」とあり、『国史大辞典』（村田正志担当）はこちらの説に従う。